# استیلن‌دی‌کربوکسیلیک اسید
استیلن‌دی‌کربوکسیلیک اسید (به انگلیسی: Acetylenedicarboxylic acid) یک ترکیب شیمیایی با شناسه پاب‌کم ۳۷۱ است. شکل ظاهری این ترکیب، بلورهای جامد است.